# Psittacula calthrapae
Psittacula calthrapae е вид птица от семейство Psittaculidae.

## Разпространение
Видът е разпространен в Шри Ланка.